# Pelliplacage
Un pelliplacage (skin packaging en anglais) est une technique d’emballage consistant à plaquer sur un objet un film plastique souple par aspiration à travers un support poreux. Par extension, le pelliplacage (skin pack en anglais) est l’emballage lui-même.

## Procédé
Au moins un produit est placé sur un morceau de carton plat puis recouverts d’un film fin de plastique transparent. 
Le carton, souvent imprimé, est enduit d’une couche scellante par la chaleur. Le film plastique (PEBD, PVC, ionomère, etc.) est assoupli par la chaleur et drapé, par-dessus le produit, sur la carte. Le vide est quelquefois utilisé pour faciliter l’association (la carte est alors perforée de petits trous qui favorisent l’aspiration). Le film adhère par la chaleur à la couche de scellage sur le carton. 
Plusieurs cartes étant souvent conditionnées en même temps, il faut alors les couper en unités individuelles (UVC).

## Emballage
Le « skin pack » ressemble un peu à un blister ; la différence importante étant que le plastique entourant le produit est formé sur celui-ci, au lieu d'être pré-formé. Comme le blister, il est percé d'une fente qui permet sa présentation suspendue dans les rayons libre-service.
Un inconvénient du skin pack est que l'objet est soumis à la température à laquelle le film est assoupli et il peut en souffrir. Parfois le film adhère sur l'objet et risque également de l'endommager. Le recyclage de ces emballages n'est pas aisé, leur petite taille et leur structure composite impose la valorisation énergétique par incinération avec récupération de chaleur.
Les avantages l'emportent cependant car il est très facile à mettre en œuvre. Il s'utilise essentiellement sur des articles de bazar, accessoires de bricolage, composants électriques, etc.